# Petrophora kaszabi
Petrophora kaszabi är en fjärilsart som beskrevs av András Vojnits 1978. Petrophora kaszabi ingår i släktet Petrophora och familjen mätare. Inga underarter finns listade i Catalogue of Life.